# Radio młodych bandytów
Radio młodych bandytów – trzeci studyjny album zespołu Róże Europy wydany w 1991 roku nakładem wytwórni Wifon.
Nagrania zrealizowano w Izabelin Studio w okresie od października do grudnia 1990 roku.

## Lista utworów
Strona 1
1. "Czy coś się zmieni" (muz. Róże Europy – sł. P. Klatt) – 2:46
2. "Zgorszymy nienormalnych" (muz. Róże Europy – sł. P. Klatt) – 4:43
3. "Strzały" (muz. Róże Europy – sł. P. Klatt) – 3:28
4. "Groby i kradzione kwiaty" (muz. Róże Europy – sł. P. Klatt) – 3:58
5. "Szampan zdradziecki" (muz. Róże Europy – sł. P. Klatt) – 2:32
6. "Europejczyk" (muz. Róże Europy – sł. P. Klatt) – 3:29

Strona 2
1. "Karimata" (muz. Róże Europy – sł. P. Klatt) – 4:21
2. "Rock'n'rollowcy" (muz. Róże Europy – sł. P. Klatt) – 3:03
3. "Radio młodych bandytów" (muz. Róże Europy – sł. P. Klatt) – 4:14
4. "Historii damy w mordę" (muz. Róże Europy – sł. P. Klatt) – 3:20
5. "Ulubione rzeczy i zajęcia" (muz. Róże Europy – sł. P. Klatt) – 5:17

## Twórcy
- Piotr Klatt – śpiew
- Adam Swędera – perkusja
- Jacek Klatt – gitara basowa
- Michał Grymuza – gitara
- Sławomir Wysocki – gitara

Personel
- Andrzej Puczyński, Róże Europy – producent